# Metropolitano de Bombaim
O Metrô de Bombaim é um sistema metropolitano em Bombaim e região metropolitana, na Índia.
O sistema foi projetado para reduzir o congestionamento do tráfego na cidade e complementar a superlotada rede ferroviária suburbana de Mumbai. Está sendo construído em três fases ao longo de um período de 15 anos, com conclusão geral prevista para outubro de 2026. Quando concluído, o sistema central compreenderá quatorze linhas de metrô e uma linha de monotrilho, abrangendo um total de 356.972 quilômetros e atendida por 286 estações.
A primeira linha entrou em operação em 8 de junho de 2014.

## História
Mumbai é a capital de Maharashtra. Está entre as maiores cidades do mundo, com uma total da área metropolitana população de mais de 20 milhões em 2011, e uma taxa de crescimento populacional de cerca de 2% ao ano.
O plano diretor revelado pelo MMRDA em 2004 abrangia um total de 146,5 quilômetros de trilhos, dos quais 32 quilômetros seriam subterrâneos.
O plano diretor do Metrô de Mumbai foi revisado pelo MMRDA em 2012, aumentando o comprimento total da rede proposta para 160,90 km. Em junho de 2015, foram propostas duas novas linhas. Uma linha de Andheri West a Dahisar West e uma linha de BKC a Mankhurd.
Em junho de 2015, foi anunciado que seria solicitada ajuda à Delhi Metro Rail Corporation (DMRC) para a implementação do metrô de Mumbai. Ele afirmou que pretende expandir o sistema de metrô em 109 km antes das eleições para a assembleia estadual em outubro de 2019. Em julho de 2015, a UPS Madan anunciou que o Governo do Estado nomeou formalmente o DMRC para revisar e atualizar o plano diretor do metrô de Mumbai. O DMRC preparará DPRs para as linhas Andheri East para Dahisar East, Jogeshwari para Kanjurmarg, Andheri West para Dahisar West e do Complexo Bandra Kurla para Mankhurd. A linha Andheri-Dahisar terá conectividade com a Linha 1 existente e a linha proposta JVLR-Kanjurmarg. Todas as quatro linhas são propostas para serem elevadas e construídas como contratos em dinheiro. Estima-se que as linhas custem um total de US $ 2,8 bilhões, ou cerca de US $ 46 milhões por km. Além disso, a planejada Linha 3 e a linha Wadala-Ghatkopar-Thane-Kasarvadavli do metrô também seriam construídas.
Em 8 de abril de 2017, foi anunciado que o governo estava considerando uma linha circular de metrô ao longo da rota Kalyan-Dombivli-Taloja. A linha de 15 km proposta ligaria Kalyan e Shil Phata com 13 estações, trazendo conectividade de metrô para Kalyan East, Dombivli, Ambernath e Diva.
O metrô de Mumbai retomou os serviços para o público em geral em 19 de outubro de 2020, após ter sido encerrado desde março de 2020 devido à pandemia de COVID-19.

## Linhas
As linhas do metrô de Mumbai são atualmente identificadas por números. Em março de 2016, o comissário metropolitano do MMRDA, UPS Madan, anunciou que todas as linhas do sistema seriam codificadas por cores depois que mais linhas fossem abertas.
Legenda
| N. da linha e cor | Trajeto                             | Comprimento             | Estações | Status                           | Train Auto mation | Bitola (mm)                  | Movimento anual | Operador |
| ----------------- | ----------------------------------- | ----------------------- | -------- | -------------------------------- | ----------------- | ---------------------------- | --------------- | -------- |
| Blue Line 1       | Versova - Ghatkopar                 | 11,40 Km (7,08 mi)      | 12       | Inaugurada em 8 de junho de 2014 | ATO               | 1.435 mm (4 ft 8 + 1 ⁄ 2 in) | 129.58          | MMOPL    |
| Yellow Line 2     | Dahisar - Nagar                     | 18.589 Km (11.551 mi)   | 17       | em construção                    | ATO               | 1.435 mm (4 ft 8 + 1 ⁄ 2 in) | TBD             | MMRDA    |
| Yellow Line 2     | Nagar - Mandala                     | 23.643 Km (14.691 mi)   | 20       | em construção                    | ATO               | 1.435 mm (4 ft 8 + 1 ⁄ 2 in) | TBD             | MMRDA    |
| Aqua Line 3       | Aarey - Cuffe                       | 33,5 km (20,8 mi)       | 27       | em construção                    | ATO               | 1.435 mm (4 ft 8 + 1 ⁄ 2 in) | TBD             | MMRCL    |
| Green Line 4      | Kasar- vadavali –Wadala             | 32,32 km (20,08 mi)     | 32       | em construção                    | ATO               | 1.435 mm (4 ft 8 + 1 ⁄ 2 in) | TBD             | MMRDA    |
| Green Line 4      | Gaimukh - Rude- Vadavali            | 2,7 km (1,7 mi)         | 2        | em construção                    | ATO               | 1.435 mm (4 ft 8 + 1 ⁄ 2 in) | TBD             | MMRDA    |
| Orange Line 5     | (Kapurbawdi) Thane– Kalyan APMC     | 24,9 km (15,5 mi)       | 17       | em construção                    | ATO               | 1.435 mm (4 ft 8 + 1 ⁄ 2 in) | TBD             | MMRDA    |
| Pink Line 6       | Swami Samarth Nagar - Vikhroli EEH  | 14,47 km (8,99 mi)      | 13       | em construção                    | ATO               | 1.435 mm (4 ft 8 + 1 ⁄ 2 in) | TBD             | MMRDA    |
| Red Line 7        | Dahisar (East)– CSMIA International | 32,32 km (20,08 mi)     | 32       | em construção                    | ATO               | 1.435 mm (4 ft 8 + 1 ⁄ 2 in) | TBD             | MMRDA    |
| Gold Line 8       | CSMIA International - NMIA          | 40 km (25 mi)           | 12       | Planejada                        | TBD               | 1.435 mm (4 ft 8 + 1 ⁄ 2 in) | TBD             | MMRDA    |
| Red Line 9        | Dahisar (East)– Mira- Bhayandar     | 11,38 km (7,07 mi)      | 10       | em construção                    | ATO               | 1.435 mm (4 ft 8 + 1 ⁄ 2 in) | TBD             | MMRDA    |
| Green Line 10     | Gaimukh - Shivaji Chowk (Mira Road) | 9 km (5,6 mi)           | 5        | Aprovada                         | TBD               | 1.435 mm (4 ft 8 + 1 ⁄ 2 in) | TBD             | MMRDA    |
| Green Line 11     | Wadala– CSMT                        | 14 km (8,7 mi)          | 10       | Aprovada                         | TBD               | 1.435 mm (4 ft 8 + 1 ⁄ 2 in) | TBD             | MMRDA    |
| Orange Line 12    | Kalyan APMC - Casas                 | 20,75 km (12,89 mi)     | 17       | Aprovada                         | TBD               | 1.435 mm (4 ft 8 + 1 ⁄ 2 in) | TBD             | MMRDA    |
| Purple Line 13    | Shivaji Chowk (Mira Road) –Virar    | 23 km (14 mi)           | 20       | Aprovada                         | TBD               | 1.435 mm (4 ft 8 + 1 ⁄ 2 in) | TBD             | MMRDA    |
| Magenta Line 14   | Vikhroli EEH - Badlapur             | 45 km (28 mi)           | 40       | Aprovada                         | TBD               | 1.435 mm (4 ft 8 + 1 ⁄ 2 in) | TBD             | MMRDA    |
| Total             | Total                               | 356,972 km (221,812 mi) | 286      |                                  |                   |                              | 129.58 Milhões  |          |

## Frota
A Reliance Infrastructure consultou uma série de grandes construtores internacionais para fornecer a frota de trens para o metrô de Mumbai. Os licitantes para o contrato incluíam fabricantes de veículos de metrô estabelecidos, como Kawasaki, Alstom, Siemens e Bombardier, mas a CRRC Nanjing Puzhen da China foi escolhida para fornecer material rodante por 600 crore. Em maio de 2008, CSR Nanjing completou os primeiros 16 trens, cada um compreendendo quatro carros. Os primeiros dez trens foram relatados como estando prontos para operação em janeiro de 2013.
Os carros tem retardantes de fogo, ar-condicionado e projetados para reduzir o ruído e a vibração, e terão grande capacidade de assentos e amplo espaço para passageiros em pé. Eles serão equipados com uma série de recursos para segurança e conveniência, incluindo telas de LCD, mapas de rotas em 3D, kits de primeiros socorros, instalações para cadeiras de rodas, equipamento de combate a incêndio e sistemas de intercomunicação que permitem a comunicação com o maquinista. Cada treinador terá, além disso, uma caixa preta para auxiliar nas investigações de acidentes. Os trens serão capazes de transportar mais de 1.100 passageiros em uma unidade de quatro vagões, com cada vagão tendo aproximadamente 2,9 metros (9,5 pés) de largura.
Em 2018, a Mumbai Metro Rail Corporation escolheu a Alstom para fornecer 31 trens de oito vagões para a linha Aqua (linha 3). Os trens poderão operar sem motorista e serão construídos na fábrica da Alstom em Sri City Andhra Pradesh.

## Referencias
1. ↑  admin (27 de junho de 2015). «Know your Metro». MMRC (em inglês). Consultado em 15 de dezembro de 2021
2. 1 2  web.archive.org https://web.archive.org/web/20070310025702/http://esa.un.org/unup/p2k0data.asp. Consultado em 15 de dezembro de 2021 Em falta ou vazio |título= (ajuda)
3. ↑  Bureau, Our. «Third phase of metro rail inaugurated». @businessline (em inglês). Consultado em 15 de dezembro de 2021
4. 1 2  «Over 130 km of Metro lines to criss-cross city by 2020». The Indian Express (em inglês). 16 de junho de 2015. Consultado em 15 de dezembro de 2021
5. ↑  Jog, Sanjay (16 de junho de 2015). «Mumbai Metro seeks Delhi counterpart's help to expedite project». Business Standard India. Consultado em 15 de dezembro de 2021
6. 1 2  «Mumbai Metro master plan: Maharashtra government nod for Delhi body revise and update blueprint». DNA India (em inglês). Consultado em 15 de dezembro de 2021
7. ↑  «Metro 2 to be built in three phases, 2 other routes also on cards». Hindustan Times (em inglês). 16 de junho de 2015. Consultado em 15 de dezembro de 2021
8. ↑  «Metro loop to connect central suburbs, Navi Mumbai on cards». The Asian Age. 9 de abril de 2017. Consultado em 15 de dezembro de 2021
9. ↑  Oct 19, ANI /; 2020; Ist, 13:05. «Mumbai Metro News: Mumbai Metro resumes operations with Covid protocols | Mumbai News - Times of India». The Times of India (em inglês). Consultado em 15 de dezembro de 2021
10. ↑  «Mumbai Metro to Color Code Lines ; Sreedharan Appointed as Advisor». The Metro Rail Guy (em inglês). 31 de março de 2016. Consultado em 15 de dezembro de 2021
11. ↑  «Mumbai Metro Line 1: Even as ridership falls short of target, losses mount, hope floats on new lines». 22 de maio de 2017. Consultado em 3 de janeiro de 2018
12. ↑  «Project Update : Mumbai metro». web.archive.org. 18 de novembro de 2011. Consultado em 15 de dezembro de 2021
13. ↑  «DNA India | Latest News, Live Breaking News on India, Politics, World, Business, Sports, Bollywood». DNA India (em inglês). Consultado em 15 de dezembro de 2021
14. ↑  «Metro first line hinges on Andheri bridge - Times Of India». web.archive.org. 28 de setembro de 2013. Consultado em 15 de dezembro de 2021
15. ↑  «www.mid-day.com/news/2012/feb/260212-CIDCO-opts-for-wider-metro-coaches.htm». Mid-day (em inglês). Consultado em 15 de dezembro de 2021
16. ↑  «Mumbai Metro Line 3: Alstom wins 'Make in India' contract for modern train sets worth 315 million euros». The Financial Express (em inglês). Consultado em 15 de dezembro de 2021